# Colin Hodgkinson
Colin Hodkinson, né le 14 Octobre 1945 à Peterborough, Cambridgeshire en Angleterre est un bassiste britannique ayant joué dans plusieurs formations, allant du rock au blues. Il a travaillé avec Chris Rea, The Eric Delaney Band, Back Door (dont il était cofondateur), Alexis Korner, Whitesnake, Jon Lord, Jan Hammer, Paul Butterfield, The Spencer Davis Group, Pete York et The Electric Blues Duo, ainsi qu'avec le groupe de boogie-woogie de Ian Stewart, Rocket 88. En 2007, Hodgkinson est devenu membre du British Blues Quintet (avec Zoot Money, Maggie Bell, Miller Anderson et Colin Allen).
Il a aussi participé à l'album Works Volume II du trio britannique Emerson, Lake & Palmer, sur la pièce instrumentale Bullfrog de Carl Palmer sur laquelle il est aussi accompagné du saxophoniste Ron Aspery, qui faisait partie du trio Back Door avec Colin. Palmer a d'ailleurs produit leur album Activate en 1976. 

## Carrière
Il joue d'abord avec The Dynatones, de 1959 à 1964, avec Tony Benham au chant, Richard "Bugs" Austin sur la guitare solo, Mick Lemmon à la guitare rythmique, Hodgkinson à la basse, Adrian Titman à l'orgue et Trevor Wright à la batterie. 
Colin a développé une technique de basse avec la main gauche, lui permettant de remplacer aussi bien la guitare solo que rythmique si nécessaire, (comme en témoigne son travail avec le trio de jazz-rock Back Door). Lorsqu'il joue en solo, Hodgkinson interprète principalement des solos de basse mêlés à des classiques de blues; qu'il chante également. Il interprète notamment la pièce "San Francisco Bay Blues" de Jesse Fuller, qui fait partie de The Bottom Line, son album solo de 1998, qui ne comprend quasiment que des solos de basse.
Le 28 octobre 2008, The Colin Hodgkinson Band sort Back Door Too!, qu'il a enregistré avec Rod Mason (saxophone) et Paul Robinson (batterie).
En mars 2014, Hodgkinson intègre Ten Years After, après le départ de Leo Lyons deux mois plus tôt.

## Discographie

### Solo
- The Bottom Line 1998, Akustik
- Back Door Too! 2008, Rokoko Records)

### Tramline
- TMoves Of Vegetable Centuries (1969)

### New Church
- Both Sides (1969)

### Alexis Korner
- Alexis Korner (1971) Avec Joe Walsh
- "And..." (1972)
- Mr. Blues (1974)
- Get Off My Cloud (1975) Avec Peter Frampton, Steve Marriott, Keith Richards, Rick Wills, Morris Pert, etc.
- Just Easy (1978)
- The Party Album (1979) Avec Eric Clapton, Chris Farlowe, Mel Collins, Dick Morrisey, etc.
- Rocket 88 (1980) Avec Ian Stewart, Charlie Watts, Jack Bruce, Dick Morrissey, etc.
- Alexis Korner & Colin Hodgkinson White and blue Concert de Paris Mars 1980
- Juvenile Delinquent (1984)
- Live in Paris (1985) CD Concert à Paris de mars 1980
- Memorial Concert Volume 2 (1995)
- Testament  (2000) LP/CD Concert à Paris de mars 1980

### Back Door
- Back Door (1972)
- 8th Street Nites (1973)
- Another Fine Mess (1975)
- Activate (1976) - Produit par Carl Palmer
- The Human Bed (2002)
- Askin' the Way (2003)
- BBC In Concert (2013)
- Back Door/8th Street Nites /Another Fine Mess (2014) Compilation regroupant leurs trois premiers albums.

### Peter Maffay
- Leipzig (1990)
- 38317 (1991)
- Liebe (1991)
- Freunde + Propheten (1992)
- Tabaluga und Lilli 1 (1993)
- Tabaluga und Lilli 2 (1993)

### The Spencer Davis Group
- Extremely Live (1987)
- Payin' Them Blues Dues (1997)
- Official Bootleg 2006 (2006)

### Pete York, Spencer Davis, Colin Hodgkinson
- Pete York Presents: Spencer Davis / Colin Hodgkinson Live Together (1985)

### Pete York Presents Brian Auger & Colin Hodgkinson
- Steaming (1985)

### Chris Farlowe, Spencer Davis, Pete York, Colin Hodgkinson, Zoot Money, Miller Anderson
- Extremely Live At Birmingham Town Hall (1988)

### The British Blues Quintet Featuring Maggie Bell, Zoot Money, Miller Anderson, Colin Hodgkinson, Colin Allen
- Live In Glasgow (2007)

### Collaborations
- Emerson, Lake & Palmer : Works Vol : 2 (1977) Hodkinson et Aspery jouent sur la pièce Bullforg de Carl Palmer.
- Jamie Stone- Let It Shine (1977)
- Hammer - Hammer (also as Black Sheep)(1979)
- K2 Why (1980)
- Butterflies - Butterflies (1981)
- Ronnie Jack Going For The Big One (1981)
- Cozy Powell Octopuss (1981)
- Schon & Hammer Untold Passion (1981)
- Schon & Hammer Here To Stay (1981)
- Whitesnake Slide It In (1984) (Mix d'origine au Royaume-Uni)
- Mick Jagger She's The Boss (1985)
- Pete York Steaming (1985)
- Phil Carmen City Walls (1986)
- James Young with Jan Hammer City Slicker (1986)
- Electric Blues Duo Bitch (1986)
- Konstantin Wecker Wieder Dahoam (1986)
- Electric Blues Duo Maker Mine A Double (1987)
- Konstantin Wecker Live (1987)
- Konstantin Wecker Ganz Schön Wecker (1988)
- James Young Out On A Day Pass (1988)
- Pete York Superdrumming 1, 2 & 3 (1988)
- Electric Blues Duo & HR Big Band Electric Blues Duo & HR Big Band (1993)
- Miller Anderson Celtic Moon (1998)
- Woodstock Taylor Road Movie (1997)
- Electric Blues Duo Lucky At Cards (1998)
- Jon Lord Pictured Within (1999)
- The British Blues Quintet Live In Glasgow (2007)
- Pete York Percussion Band Pete York & Friends (2008)